# Bobby Whitlock
Pour les articles homonymes, voir Whitlock.
 (10 août 2025).
Le texte peut changer fréquemment, n’est peut-être pas à jour et peut manquer de recul. N’hésitez pas à participer, en veillant à citer vos sources.
Robert Stanley Whitlock, dit Bobby Whitlock, est un musicien américain de blues rock né le 18 mars 1948 à Memphis (Tennessee) et mort le 10 août 2025 au Texas, principalement connu comme membre du groupe britannique Derek and the Dominos.

## Biographie
Bobby Whitlock naît à Memphis (Tennessee) le 18 mars 1948, son père est un prédicateur baptiste.

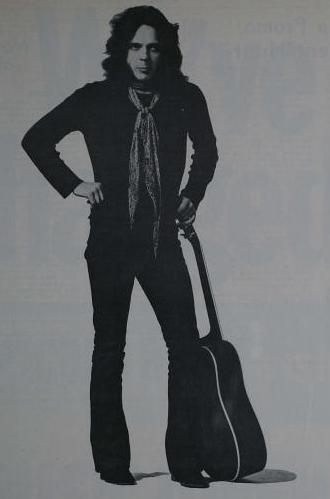
Bobby Whitlock en 1972.

Musicien de studio durant son adolescence, il enregistre pour le label Stax dès ses 15 ans. Il signe un contrat avec Hip Records, filiale du label de Memphis, et fréquente des musiciens tels Albert King, Steve Cropper et Booker T. Jones, claviériste de Booker T. and the M.G.'s, qui lui apprend à jouer de l’orgue Hammond B-3. À la fin des années 1960, il est recruté par Delaney & Bonnie. Les époux Bramlett sont également accompagnés par le bassiste Carl Radle et le batteur Jim Gordon,. Delaney & Bonnie & Friends jouent en première partie de Blind Faith, puis tournent en compagnie d'Eric Clapton,. En 1970, Whitlock, Radle et Gordon rejoignent le guitariste britannique, qui forme le groupe Derek and the Dominos. Bobby Whitlock chante sur l'album Layla and Other Assorted Love Songs, dont il cosigne plusieurs titres avec Clapton. Il participe à l'enregistrement de All Things Must Pass, le troisième album solo de George Harrison, et de Exile on Main Street des Rolling Stones, pour lequel il n'est pas crédité.
Bobby Whitlock sort quatre albums en solo durant les années 1970. Le premier est enregistré aux studios Olympic de Londres en 1971, avec la participation d'Eric Clapton et George Harrison, entre autres. Après la séparation de Derek and the Dominos, Bobby Whitlock retourne aux États-Unis et enregistre son second album, Raw Velvet, coproduit par Jimmy Miller. Aucun de ses disques ne rencontre le succès et, à partir de 1976, il s'éloigne du monde de la musique. Durant les années 1980, Bobby Whitlock s'installe dans une ferme du Mississippi. Il joue occasionnellement en tant que musicien de studio, notamment pour Jeff Healey et Buddy Guy. Bobby Whitlock effectue son retour en 1999 avec l'album It's About Time. En 2003, il réalise Other Assorted Love Songs avec son épouse Kim Carmel. Le disque est constitué de versions acoustiques des morceaux composés par Bobby Whitlock sur l'album Layla de Derek and the Dominos,.
Bobby Whitlock meurt le 10 août 2025 au Texas à l’âge de 77 ans.

## Discographie
- 1972 : Bobby Whitlock
- 1972 : Raw Velvet
- 1975 : One of a Kind
- 1976 : Rock Your Sox Off
- 1999 : It's About Time
- 2003 : Other Assorted Love Songs
- 2007 : Lovers
- 2009 : Vintage

## Ouvrage
- (en) Bobby Whitlock : A Rock 'n' Roll Autobiography (en collaboration avec Marc Roberty), Jefferson, McFarland, 2010, 248 p. (ISBN 978-0-7864-5894-3, présentation en ligne)